# 森尼杰姆

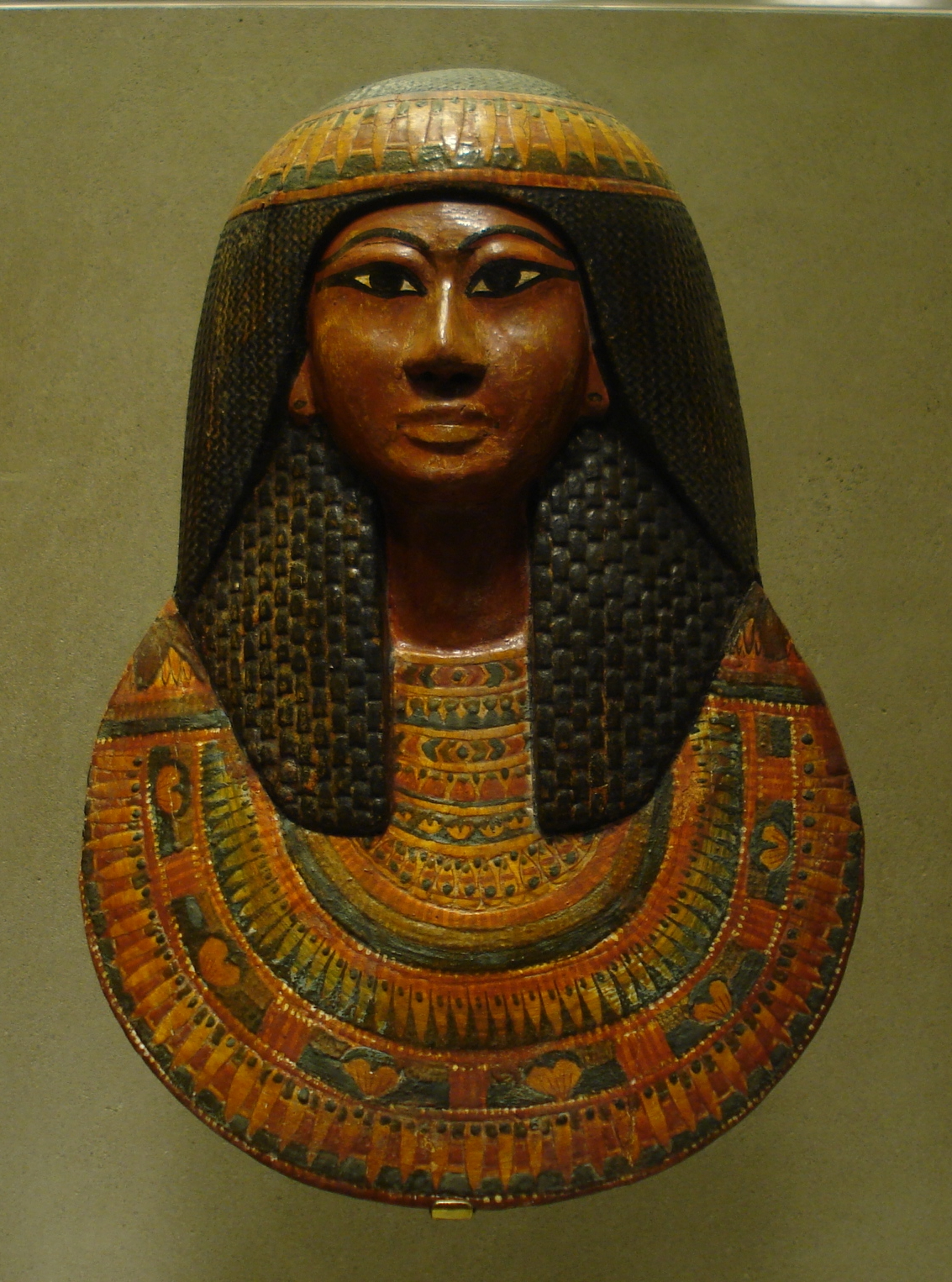
森內狄恩兒子孔蘇的木乃伊面具，於森內狄恩的墓中出土

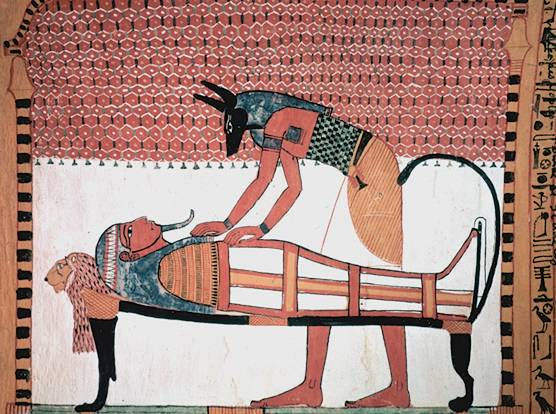
森內狄恩墓中的壁畫。地獄之神阿努比斯正在為死者塗抹香料。

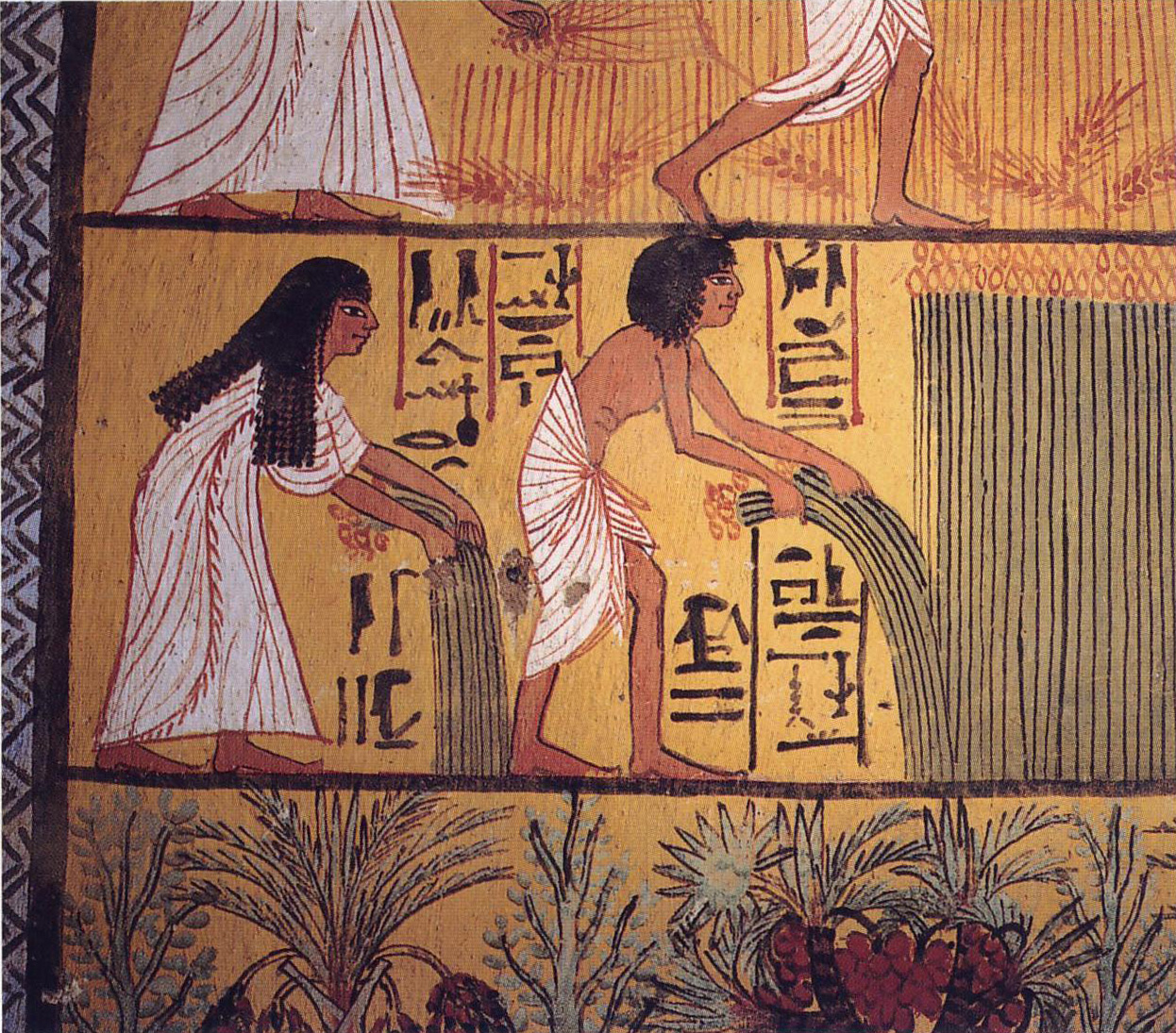
TT1中森尼杰姆与妻子一起收割小麦的壁画

森尼杰姆（Sennedjem，一譯賽內珍姆），生活於古埃及第十九王朝塞提一世與拉美西斯二世統治時期的工匠，他的居住地位於尼羅河西岸、底比斯對岸的戴爾美迪納（Deir el-Medina，一譯「德瑞爾美狄亞」）。他與妻子埃—尼菲爾蒂（Iy-neferti）以及家人一起葬於當地村莊的大型墓穴中，墳墓編號為TT1。該墓於1886年1月31日發現，墓內發掘出森尼杰姆生前所用的日常傢具，包括凳子、床等。
他的其中一個稱銜是「真實之地的僕人」，代表著他於附近的帝王谷和王后谷負責發掘和裝潢的工作。

## 資料來源
1. ↑  Baikie, James. . Methuen. 1932.
2. ↑  .   [2009-07-17]. （原始内容存档于2009-02-14）.
3. ↑  .   [2007-06-05]. （原始内容存档于2007-09-26）. Ushabti of Sennedjem from The Fine Arts Museums of San Francisco